# Liste der Schriften von Siegfried Schönherr (Militärökonom)
Die Liste der Schriften von Siegfried Schönherr (Militärökonom) ist  ein Verzeichnis, geordnet nach Zweckbestimmung und Editionszeit, gestützt auf folgende Quellen:
- (DNB) = Schriften von Siegfried Schönherr im Katalog der Deutschen Nationalbibliothek
- (BMG) = Bibliographie Militärgeschichte (1945–1995) des MGFA;[1]
- (SLUB) =  Schriften von Siegfried Schönherr im Katalog der Sächsische Landesbibliothek — Staats- und Universitätsbibliothek (SLUB) Dresden.
- (SÄBI) =Schriften von Siegfried Schönherr in der Sächsischen Bibliografie – SAXORUM Sächsische Landeskunde digital.
- Schriftenreihe DSS-Arbeitspapiere, vier Hefte: 50, 72, 100, 115.[2][3][4][5]

## Herausgebertätigkeit

### Herausgabe und Redaktion für die „DSS-Arbeitspapiere“ (2000–2016)
(Anmerkung: Angaben zu Titel, Autoren in: (Hrsg.) Dresdener Studiengemeinschaft Sicherheitspolitik e. V.: DSS-Arbeitspapiere, Heft 115, Dresden 2015, S. 205–244.)
- Bearbeitete DSS-Arbeitspapiere Heft/ Jahr: [116] /2016; 115, 114, 113 /2015; 111, 108 /2014; 107, 106 /2013; 105 /2012; 101 /2011; 100, 98, 97 /2010; 95, 94, 93 /2009; 91, 90, 89 /2008; 88, 85, 84, 83 /2007; 81, 80, 79, 78 /2006; 76, 75, 74 /2005; 73, 69, 68 /2004; 65, 64 /2003; 61, 60 /2002; 58, 57 /2001; 53 /2000.
- Horst Schneider: Für Frieden, Abrüstung und Völkerverständigung. Beiträge zum Dresdner Friedenssymposium (2001–2007), Eigenverlag, Dresden 2007, 40 S.

### Herausgabe für die „Gesellschaft für Militärökonomie“ (1999–2003)
- (SLUB) J. Gerbers 1967er Betriebslehre für Streitkräfte im Spiegel der Presse. Eine neue Sicht auf das Wirtschaftliche in den Streitkräften. Dresden 2003, als Manuskript gedruckt, 68 S.
- (DNB) (SLUB) Militärökonomie auf dem Weg zur europäischen Kooperation. Reden und Aufsätze von Prof. Dr. habil. Hans Einhorn. Hg. anlässlich seines 70. Geburtstages. Gesellschaft für Militärökonomie e. V., Verlagsabteilung Dachau 2001, 90 S.
- (SLUB) Streitkräfte, Ökonomie und Europäische Sicherheit. Generalmajor Dipl.-Kfm. Dr. rer. pol. Johannes Gerber zum 80. Geburtstag. Gesellschaft für Militärökonomie e. V., Verlagsabteilung Dachau 1999, 327 S.
- (DNB) Streitkräfte, Ökonomie und Europäisch Sicherheit. Vortragsveranstaltung der Gesellschaft für Militärökonomie e. V. an der Offizierschule des Heeres in Dresden anlässlich des 80. Geburtstages von Generalmajor Dipl.-Kfm. Dr. rer. pol. Johannes Gerber, Gesellschaft für Militärökonomie e. V., Verlagsabteilung Dachau 1999, 46 S.

### Herausgabe für die Militärakademie „Friedrich Engels“ (1978–1990)
- Militärökonomie zwischen Konfrontation und Kooperation. Heft 1, Militärakademie „Friedrich Engels“, Dresden 1990, 107 S.
- Lewinski: Studienmaterial zur Rüstungskonversion. Literaturstudie. Militärakademie „Friedrich Engels“, Dresden 1990, 108 S.
- N. Lagowski: Lenin über die ökonomische Sicherstellung der Landesverteidigung. Übersetzung und wissenschaftliche Bearbeitung von S. Schönherr, R. Kieser, H. Österreich, Militärverlag der DDR, Berlin 1978, 160 S.

## Militärökonomische Aspekte der Sicherheitspolitik

### Beiträge zu ökonomischen Aspekten europäischer Sicherheit (1990–2015)
- Friedenspolitisches Handeln erfordert militärökonomisches Denken. In: Für Entmilitarisierung der Sicherheit. 25 Jahre Dresdener Studiengemeinschaft Sicherheitspolitik e. V. Ein Resümee. (Hrsg.) Dresdener Studiengemeinschaft Sicherheitspolitik e. V., DSS-Arbeitspapiere, Heft 115, Dresden 2015, S. 131–141. urn:nbn:de:bsz:14-qucosa2-321465
- Ökonomie und Sicherheitspolitik. In: Für Entmilitarisierung der Sicherheit. 20 Jahre Dresdener Studiengemeinschaft Sicherheitspolitik e. V. (Hrsg.) Dresdener Studiengemeinschaft Sicherheitspolitik e. V., DSS-Arbeitspapiere, Heft  100, Dresden 2010, S. 92–107. urn:nbn:de:bsz:14-qucosa2-327018
- (DNB) (SLUB) Militärökonomie – Rückblicke für die Gegenwart, Ausblicke für die Zukunft. Bd. II. Eigenverlag, Dresden 2007, 169 S.
- 25 Jahre Gesellschaft für Militärökonomie. Anmerkungen aus der Sicht eines DDR-Militärökonomen. In: (Hrsg.) Gesellschaft für Militärökonomie e. V.: Infodienst Sicherheit und Ökonomie, Nr. 1,'Fürstenfeldbruck 2006, S. 73.
- (SLUB) (SÄBI) Militärökonomie. Rückblicke für die Gegenwart, Ausblicke für die Zukunft. In: (Hrsg.) Gesellschaft für Militärökonomie e.V.: Verlagsabteilung Dachau 2002, 230 S.
- (BMG) Militärökonomie – Wissenschaft zwischen Wirtschaft und Streitkräften, zwischen Konfrontation und Kooperation. In: M. Backerra (Hrsg.): NVA – Ein Rückblick für die Zukunft. Zeitzeugen berichten. Markus-Verlag, Köln 1992, S. 269–283.
- Militärökonomie in unserer Zeit. Erfahrungen und Probleme aus der Sicht des Arbeitskreises Sachsen. In: (Hrsg.) Gesellschaft für Militärökonomie e. V.: Zeitung zur Militärpolitik, Militärökonomische Blätter, Nr. 8 und 9, Koblenz 1991, S. 120–128.
- Militärökonomische Aspekte der europäischen Sicherheit (Militärökonomie zwischen Konfrontation und Kooperation). In: (Hrsg.) Gesellschaft für Militärökonomie e. V.: Zeitung zur Militärpolitik, Militärökonomische Blätter, Nr. 4, Koblenz 1990, S. 15–21.
- Militärökonomische Aspekte eines neuen europäischen Sicherheitssystems. In: (Hrsg.) Militärakademie „Friedrich Engels“: Militärökonomie zwischen Konfrontation und Kooperation, Heft 1, Dresden 1990, S. 8–23.
- Mit Anderen: Arbeitspapier zu Rahmenbedingungen des Prozesses der Annäherung und Vereinigung von BRD und DDR. In: (Hrsg.) Militärakademie „Friedrich Engels“,  Interdisziplinärer Wissenschaftsbereich Sicherheitspolitik (IWBS): Arbeitspapiere, Heft 1, Dresden 1990, S. 69–73. urn:nbn:de:bsz:14-qucosa2-341719
- Militärökonomie gestern und heute – Erfahrungen der DDR für die Aufgaben von morgen. In: (Hrsg.) Militärakademie „Friedrich Engels“: Militärökonomie zwischen Konfrontation und Kooperation, Heft 1, Dresden 1990, S. 24–40. urn:nbn:de:bsz:14-qucosa2-341719
- Mit Anderen: Arbeitspapier zu Rahmenbedingungen des Prozesses der Annäherung und Vereinigung von BRD und DDR. In: (Hrsg.) Militärakademie „Friedrich Engels“, Interdisziplinärer Wissenschaftsbereich Sicherheitspolitik (IWBS): Arbeitspapiere IWBS, Heft 1, Dresden 1990, S. 69–73. urn:nbn:de:bsz:14-qucosa2-341719
- Militärökonomische Aspekte eines neuen europäischen Sicherheitssystems. In: Klaus Benjowski, Bernhard Gonnermann (Hrsg.): SAFE, Entmilitarisierung? Dimensionen und Perspektiven. Brandenburgisches Verlagshaus, Berlin 1990, S. 116–129.

### Beiträge zur Rüstungsfinanzierung (2004–2010)
- Weltwirtschaftskrise, Rüstung und Rüstungsfinanzierung. In: Die Weltwirtschaftskrise und der Frieden. Beiträge zum 14. Dresdner Symposium Für eine globale Friedensordnung am 21. November 2009. (Hrsg.) Dresdener Studiengemeinschaft Sicherheitspolitik e. V.: DSS-Arbeitspapiere, Heft 97, Dresden 2010, S. 39–50. urn:nbn:de:bsz:14-qucosa2-339717
- Rüstungsfinanzierung in der neuen Phase des Kapitalismus. In: Ideologie des neuen Imperialismus und ihre Positionen zu Krieg und Frieden. Beiträge zum 11. Dresdner Symposium Für eine globale Friedensordnung am 18. November 2006. (Hrsg.) Dresdener Studiengemeinschaft Sicherheitspolitik e. V.:  DSS-Arbeitspapiere, Heft 83, Dresden 2007, S. 65–78. urn:nbn:de:bsz:14-qucosa2-340124
- Neuer Imperialismus – neue Formen der Rüstungsfinanzierung. (Hrsg.) Dresdener Studiengemeinschaft Sicherheitspolitik e. V. (DSS):  DSS-Arbeitspapiere, Heft 82, Dresden 2007, 40 S.
- Gemeinsame Sicherheit – zu welchen Kosten. In: Gemeinsame Sicherheit – ein schwieriger Lernprozess. (Hrsg.) Dresdener Studiengemeinschaft Sicherheitspolitik e. V. (DSS):  DSS-Arbeitspapiere, Heft 70, Dresden 2004, S. 136–150. urn:nbn:de:bsz:14-qucosa2-340207

## Rüstung und Konversion in den Streitkräften

### Beiträge zur Rüstungskonversion (1990–2009)
- Konversion der Streitkräfte und Rüstungen – Idee und Wirklichkeit. In: Militärakademie "Friedrich Engels". Historisch-kritische Nachbetrachtung zum 50. Jahrestag ihrer Gründung. Beiträge zum Kolloquium am 10. Januar 2009 im Rathaus Dresden. (Hrsg.) Dresdener Studiengemeinschaft Sicherheitspolitik e. V.: DSS-Arbeitspapiere, Heft 95, Dresden 2009, S. 126–144. urn:nbn:de:bsz:14-qucosa2-321515
- Das Institut für Konversion der Streitkräfte (IKOS) des Ministeriums für Abrüstung und Verteidigung der DDR. In: Was war die NVA? … nachgetragen. In: (Hrsg.) Studien-Analysen Berichte zur Geschichte der Nationalen Volksarmee. Berlin 2007, S. 574–590.
- Vorwort zu: Das Institut für Konversion der Streitkräfte (IKOS) des Ministeriums für Abrüstung und Verteidigung der DDR. Erinnerungen und Zeitzeugnisse zu einer vertanen Chance. (Hrsg.) AG Geschichte der NVA und Integration ehemaliger NVA-Angehöriger in Gesellschaft und Bundeswehr beim Landesvorstand Ost des DBwV: Informationen, Heft 11, Berlin 2002, S. 37–67. (Nachdruck aus: (Hrsg.) Dresdener Studiengemeinschaft Sicherheitspolitik e. V.: DSS-Arbeitspapiere, Heft 38, Dresden 1997, 38 S. urn:nbn:de:bsz:14-qucosa2-341492)
- Erfahrungen regionaler Konversion in den neuen Bundesländern (GUS-Liegenschaftskonversion in Sachsen). In: (Hrsg.) J. Calließ, Die Soldaten ziehen ab – ???
- Was wird aus den Standorten? Regionale Konversion in Deutschland. In: Dokumentation einer Tagung der Evangelischen Akademie Loccum. Loccumer Protokolle, Nr. 60, Rehburg-Loccum 1995, S. 167–174.
- Militärökonomie und Konversion. Theoretische Überlegungen und praktische Erfahrungen aus dem Arbeitskreis Sachsen der Gesellschaft für Militärökonomie e.V. In: Sicherheit und Ökonomie. Generalmajor a. D. Dipl-Kfm. Dr. rer. pol. Johannes Gerber zum 75. Geburtstag. (Hrsg.) Forschungsinstitut für Militärökonomie und angewandte Konversion Berlin der Gesellschaft für Militärökonomie e. V., Koblenz 1994, S. 46–72.
- Sicherheitspolitik und Konversion. Verhinderung militärischer Gewalt in Europa. In: Beiträge zum Sicherheitspolitischen Seminar der Abgeordnetengruppe PDS/Linke Liste im 12. Deutschen Bundestag am 15. September 1994 in Dresden, S. 36–43.
- GUS-Liegenschaftskonversion – eine Herausforderung für Strukturentwicklung und Umweltsanierung. Erfahrungen und Probleme regionaler Konversion in Sachsen. In: (Hrsg.) Lehrstuhl für Allgemeine, Bank- und Versicherungs-Betriebswirtschaftslehre an der Friedrich-Alexander-Universität Erlangen-Nürnberg: Veröffentlichungen, Heft 79, Erlangen-Nürnberg 1994, S. 215–226.
- Mit Anderen: Handlungsbedarf und Handlungskonzepte für regionale Konversion in Sachsen, dargestellt am Raum Oberlausitz. In: (Hrsg.) W. Bußmann: Konversion. Neue Chancen für Militärstandorte und Rüstungsbetriebe. Verlag C. F. Müller, Karlsruhe 1993, S. 102–124.
- Mit Anderen: Regionalentwicklung und Konversion. In: (Hrsg.) W. Bußmann (Hg.) Konversion. Neue Chancen für Militärstandorte und Rüstungsbetriebe. Verlag C. F. Müller, Karlsruhe 1993, S. 9–15.
- Mit Anderen: Regionale Konversion in Ostsachsen – warum und wie? In: (Hrsg.) Bildungswerk für Demokratie und Ökologie in Sachsen e. V.: Regionale Konversion, Umwelt und Entwicklung in Ostsachsen, Weiterdenken. Dresden 1993, S. 48–63.
- Mit Anderen: Konversion in den Regionen verlangt Komplexität und Mehrdimensionalität. In: (Hrsg.) Bildungswerk für Demokratie und Ökologie in Sachsen e. V.: Regionale Konversion, Umwelt und Entwicklung in Ostsachsen,. Weiterdenken. Dresden 1993, S. 35–47.
- Konversion – ein unverzichtbares Politikfeld im postkonfrontativen Zeitalter. In: (Hrsg.) Bildungswerk für Demokratie und Ökologie in Sachsen e. V.: Regionale Konversion, Umwelt und Entwicklung in Ostsachsen. Weiterdenken.  Dresden 1993, S. 9–20.
- Abrüstungswille setzt Konversionsfähigkeit voraus. In: (Hrsg.) G. Knies, B. Gonnermann, E. Schmidt-Eenboom: Betriebsbedingung Frieden, Herausforderungen der Hochtechnologie-Zivilisation für eine nachmilitärische Ära. Brandenburgisches Verlagshaus, Berlin 1990, S. 206–210.
- Der Wille zur Abrüstung verlangt die Fähigkeit zur Konversion. In: (Hrsg.) ??: Beiträge zur Konfliktforschung. Heft 3, Markus-Verlag, Köln 1990, S. 168–170.
- Vorwort und Nachwort zu: I. Lewinski, Studienmaterial zur Rüstungskonversion. Literaturstudie. (Hrsg.) Militärakademie „Friedrich Engels“: Dresden 1990, S. 5–8 und 63–71.

### Beiträge zur Regionalen Konversion (1990–2009)
- Regionale Konversion, Umwelt und Entwicklung in Ostsachsen. In: (Hrsg.) Bildungswerk für Demokratie und Ökologie in Sachsen e. V.: Weiterdenken, Dresden 1993, 118 S.
- Mit Anderen: Parlamentarischer Handlungsbedarf im Interesse von Konversion, Umwelt und Entwicklung, dargestellt an den Regionen Ostsachsens. In: Studie für den Deutschen Bundestag. Dresden 1992, 34 S.
- Mit Anderen: Parlamentarischer Handlungsbedarf im Interesse von Konversion, Umwelt und Entwicklung im Raum des Truppenübungsplatzes Königsbrück. In: Studie für den Sächsischen Landtag. Dresden 1992, 51 S.
- Mit Anderen: Konzeptionelle Vorstellungen zur Konversion von Streitkräften in der DDR.  (Hrsg.) Militärakademie „Friedrich Engels“, Institut für Konversion der Streitkräfte (IKOS),  Dresden 1990, S. 25–33.

### Beiträge zur ökonomischen Rüstung in der DDR (1995–2007)
- Rüstung in der DDR – Versuch einer kritischen Bestandsaufnahme. Kann Rüstung zur Zeit des Kalten Krieges Lehren für die Gegenwart vermitteln? In: Was war die NVA?, nachgetragen  (Hrsg.) Studien – Analysen – Berichte zur Geschichte der Nationalen Volksarmee. Berlin 2007, S. 75–102.
- (SLUB) Rüstung in der DDR – Legende und Wirklichkeit. In: (Hrsg.) Siegfried Schönherr: Ökonomie und Europäische Sicherheit. Gesellschaft für Militärökonomie e. V., Verlagsabteilung Dachau 1999, S. 281–306.
- Rüstungsproduktion in der DDR – Konversionspotential und Konversionspraxis zur Zeit der Wende. (Hrsg.) Dresdener Studiengemeinschaft Sicherheitspolitik e. V., DSS-Arbeitspapiere, Heft 17, Dresden 1995, 26 S.

## Wissenschaftsdisziplin Militärökonomie

### Beiträge zur militärökonomischen Lehre und Forschung (1985–2015)
- Der Lehrstuhl Wirtschaftswissenschaften in den Wende-Monaten. In: Wolfgang Scheler, Redaktion (Leiter): Die Militärakademie in der demokratischen Revolution 1989/90. Aufbruch und Ende. (Hrsg.) Dresdener Studiengemeinschaft Sicherheitspolitik e. V.: DSS-Arbeitspapiere, Heft 114, Dresden 2015, S. 170–185. urn:nbn:de:bsz:14-qucosa2-321486
- Zur Herausbildung der Lehrdisziplin Militärökonomie an der Militärakademie der NVA. Sowie Militärökonomie. Rückblicke für die Gegenwart. Ausblicke für die Zukunft. (Inhaltsübersicht, Geleitwort). (Hrsg.) Dresdener Studiengemeinschaft Sicherheitspolitik e. V.: DSS-Arbeitspapiere, Heft 72, Dresden 2004, S. 11–40 sowie 41–43. urn:nbn:de:bsz:14-qucosa2-325660
- Die Entwicklung des Lehrsystems Militärökonomie in der Nationalen Volksarmee – Erinnerungen, Erfahrungen, Erkenntnisse. In: (Hrsg.) R. Buck: Die Kosten des Friedens. Festschrift zum 80. Geburtstag von Prof. Dr. Günter Kirchhoff, Verlagsabteilung Dachau 2002, S. 247–278.
- Gedanken zur militärökonomischen Forschung und Lehre in der DDR (Hrsg.) Dresdener Studiengemeinschaft Sicherheitspolitik e. V.: DSS-Arbeitspapiere, Heft 29, Dresden 1996, 24 S.
- Die Intensivierung der militärischen Tätigkeit – Konsequenzen für die weitere Profilierung der Militärökonomie. Referat. In: (Hrsg.) Siegfried Schönherr: Beiträge zur wissenschaftlichen Beratung am 13. Oktober 1988. Lehrstuhl Politische Ökonomie und Militärökonomie an der Militärakademie „Friedrich Engels“, Dresden 1989, S. 9–30.
- Die Einheit von Nationalem und Internationalem bei der ökonomischen Sicherstellung sozialistischer Militärmacht. In: Militärpolitische Informationen für den Hoch- und Fachschullehrer, Nr. 2, Berlin 1985, ISSN 0233-0504, S. 29–33.
- Der militärökonomische Reproduktionsprozess. In: Militärpolitische Informationen für den Hoch- und Fachschullehrer, Nr. 3, Berlin 1986, S. 25–31.
- Militärökonomische Politik. In: Militärpolitische Informationen für den Hoch- und Fachschullehrer, Nr. 4, Berlin 1986, S. 25–28.

### Beiträge zur Theorie der Militärökonomie (1966–1989)
- Ökonomie und Militärwesen. In: Frieden, Krieg, Streitkräfte. Historisch-materialistischer Abriss. (Kapitel 9). Militärverlag der DDR, Berlin 1989, S. 224–249.
- Mit Anderen: Marxistisch-leninistische Militärökonomie. Teil 2. Theoretische Grundlagen der ökonomischen Sicherstellung der Landesverteidigung. In: (Hrsg.) Hochschule für Ökonomie „Bruno Leuschner“: Schriften zur Militärökonomie, Heft 15, Berlin 1988, S. 170–268.
- Mit Anderen: Marxistisch-leninistische Militärökonomie. Teil 4. Militärökonomische Erfordernisse der militärischen Tätigkeit. In: (Hrsg.) Hochschule für Ökonomie „Bruno Leuschner“: Schriften zur Militärökonomie, Heft 19, Berlin 1988, S. 343–451.
- Mit Anderen: Ökonomie und Landesverteidigung. 3., stark überarbeitete Auflage. Dietz Verlag, Berlin 1987, 112 S.
- Mit Anderen: Ökonomie und Landesverteidigung in unserer Zeit. Militärverlag der DDR, Berlin 1985, 128 S.
- Zu einigen Anforderungen an die Theorie der Ökonomie in den sozialistischen Streitkräften. Lidova armada, Nr. 20, Prag 1983.
- Ökonomie in den sozialistischen Streitkräften – wichtiger Bestandteil der marxistisch-leninistischen Militärökonomie. Lidova armada, Nr. 19, Prag 1983.
- Mit Anderen: Ökonomie und Landesverteidigung. Dietz Verlag, Berlin 1983, 113 S.
- Mit Anderen: Über die Militärökonomie und ihren Platz im System der ökonomischen Kenntnisse über Krieg und Streitkräfte. In: Vervollkommnung der Lehre der Militärökonomie. Material einer wissenschaftlichen Konferenz in Warschau 21.–23. November 1978. (Hrsg.) Militärpolitische Akademie „F. Dziershinski“, Wirtschaftswissenschaftliche Fakultät, Warschau 1979, S. 352–390.
- Mit Anderen: Zum Gegenstand der Militärökonomie. In: Militärpolitische Informationen für den Hoch- und Fachschullehrer, Nr. 3 und 4, Berlin 1978, S. 8–14.
- Technik – Ökonomie und Landesverteidigung in den Lebenserinnerungen A. S. Jakowlews. In: Militärpolitische Informationen für den Hoch- und Fachschullehrer, Nr. 6, Berlin 1977, S. 23–27.
- Mit Anderen: Rezession zu: M. I. Galkin: Wissenschaftlich-technischer Fortschritt und Revolution im Militärwesen. In: Militärpolitische Informationen für den Hoch- und Fachschullehrer. Nr. 9, Berlin 1976, S. 21–23.
- Verteidigungsfonds und volkswirtschaftlicher Reproduktionsprozess. In: Militärpolitische Informationen für den Hoch- und Fachschullehrer, Heft 1, Berlin 1976, S. 11–18.
- Mit Anderen: Beiträge zur Militärökonomie. (Hrsg.) Militärverlag der DDR: Berlin 1976, 368 S.
- Zur Struktur und zu den Quellen des Verteidigungsaufwandes (Verteidigungsressourcen) der sozialistischen Gesellschaft.  In: (Hrsg.) Politische Hauptverwaltung der NVA: Information, Heft 1 und 2, Berlin 1974.
- (BMG) Mit Anderen: Ökonomie der sozialistischen Streitkräfte – Bestandteil der marxistisch-leninistischen Militärökonomie. Die Berücksichtigung militärökonomischer Erfordernisse in der militärischen Tätigkeit – eine wichtige Bedingung für die Erhöhung der Kampfkraft sozialistischer Streitkräfte. Dissertation B und Thesen zur Dissertation. (Hrsg.) Militärakademie „Friedrich Engels“, Dresden 1974, 468 Blatt und 86 Blatt.
- Mit Anderen: Ökonomie und Landesverteidigung. Militärverlag der DDR, Berlin 1973, 160 S.
- (BMG) Zur Ökonomie in den sozialistischen Streitkräften. Dresden 1971, 41 S.
- Mit Anderen: Thesen zum Thema Ökonomie und Landesverteidigung. (Hrsg.) Militärakademie „Friedrich Engels“, Lehrstuhl Politische Ökonomie und Militärökonomie, Dresden 1971.
- Mit Anderen: Mitarbeit am Militärlexikon. (Hrsg.) Deutscher Militärverlag, Berlin 1971.
- Mit Anderen: Die ökonomische Sicherstellung der Landesverteidigung – eine grundlegende Aufgabe beim Schutz des sozialistischen Vaterlandes. In: Probleme der Militärökonomie, Deutscher Militärverlag, Berlin 1967, S. 71–93.
- Ökonomische Grundprobleme der Landesverteidigung beim umfassenden Aufbau des Sozialismus in der DDR. Lektion zum Thema 61. In: Lektionen und Vorträge. (Hrsg.) Politische Hauptverwaltung der NVA, Berlin 1966, 25 S.

### Studienmaterialien der Militärakademie zur Militärökonomie (1964–1987)
- Mit Anderen: Ökonomische Konferenzen und ihre Rolle bei der Intensivierung der militärischen Tätigkeit. In: (Hrsg.) Militärakademie Friedrich Engels: Studienmaterial, Dresden 1987, 37 S.
- Mit Anderen: Studienmaterial zu Begriffsbestimmungen und Veranschaulichungen zum Lehrabschnitt Militärökonomie. (Hrsg.) Militärakademie „Friedrich Engels“: Dresden 1986, 82 S.
- Zu aktuellen Aufgaben der politischen Ökonomie bei der Klärung des Zusammenhangs von Ökonomie, Krieg und Streitkräften. In: Die Beziehungen der politischen Ökonomie zu Fragen des Krieges und der Streitkräfte – Schlussfolgerungen für die Profilierung der politökonomischen Ausbildung an militärischen Hochschuleinrichtungen. (Hrsg.) Militärakademie „Friedrich Engels“: Schriften der Militärakademie „Friedrich Engels“, Heft 229, Dresden 1985, S. 91–96.
- Militärökonomische Aspekte bei der Gestaltung der Mensch-Technik-Beziehungen in den Streitkräften der DDR. In: Wehrsoziologie und wissenschaftlich-technische Entwicklung in den Streitkräften der DDR. Protokoll einer wissenschaftlichen Beratung des Lehrstuhl Führung der politischen Arbeit am 18. Oktober 1984. (Hrsg.) Militärakademie „Friedrich Engels“: Schriften der Militärakademie „Friedrich Engels“, Heft 224, Dresden 1985, S. 53–61.
- Mit Anderen: Die Verantwortung der Kommandeure und Politorgane für die Erziehung der Armeeangehörigen zum militärökonomischen Denken und Handeln. (Hrsg.) Militärakademie „Friedrich Engels“: Dresden 1982, 46 S.
- Militärökonomische Bedürfnisse und militärökonomischer Bedarf. Studienmaterial. (Hrsg.) Militärakademie „Friedrich Engels“: Dresden 1980, 98 S.
- Mit Anderen: Über den Zusammenhang von Strategie und Ökonomie. Studienmaterial. (Hrsg.) Militärakademie „Friedrich Engels“: Dresden 1979.
- Mit Anderen: Ökonomie der sozialistischen Streitkräfte. Die Berücksichtigung militärökonomischer Erfordernisse in der militärischen Tätigkeit – eine wichtige Bedingung für die Erhöhung der Kampfkraft sozialistischer Streitkräfte. (Hrsg.) Politische Hauptverwaltung der NVA: Studienmaterial für die gesellschaftswissenschaftliche Ausbildung der Offiziersschüler, Militärökonomie, Heft 2, Berlin  1976/1977, S. 42–93.
- Mit Anderen: Zur Rolle ökonomischer Konferenzen in Truppenteilen der NVA. (Hrsg.) Militärakademie „Friedrich Engels“: Schriften der Militärakademie „Friedrich Engels“, Heft 143, Dresden 1976, 72 S.
- Mit Anderen: Ökonomie und Landesverteidigung. (Hrsg.) Militärakademie „Friedrich Engels“: Dresden 1972, 201 S.
- Mit Anderen: Chrestomathie: Lenin über den Zusammenhang von Ökonomie und Militärwesen. (Hrsg.) Militärakademie „Friedrich Engels“: Dresden 1970, 119 S.
- Zum Zusammenhang von Ökonomie und Landesverteidigung beim Aufbau des entwickelten gesellschaftlichen Systems des Sozialismus in der DDR. In: (Hrsg.) Militärakademie „Friedrich Engels“: Schriften der Militärakademie „Friedrich Engels“, Heft 75, Dresden 1969, S. 59–87.
- Mit Anderen: Einige Probleme des Zusammenhangs von Ökonomie und Landesverteidigung beim Aufbau des entwickelten gesellschaftlichen Systems des Sozialismus in der DDR. Schlussfolgerungen für die politische und militärische Führungstätigkeit in der NVA. In: (Hrsg.) Militärakademie „Friedrich Engels“: Studienmaterial, Lehrgang leitender Kader der NVA, Heft 1, Dresden 1968.
- Die ökonomische Sicherstellung der Landesverteidigung im Frieden. In: (Hrsg.) Militärakademie „Friedrich Engels“: Schriften der Militärakademie „Friedrich Engels“, Heft 53, Dresden 1967, S. 95–112.
- Mit Anderen: Probleme der Militärökonomie. In: (Hrsg.) Militärakademie „Friedrich Engels“: Schriften der Militärakademie „Friedrich Engels“, Heft 26, Dresden 1964, 112 S.

### Beiträge zur Militärökonomie in der Zeitschrift „Militärwesen“ (1965–1990)
- Zur Rolle der Militärökonomie im Erneuerungsprozess unserer Gesellschaft (Beratungsbericht). In: Zeitschrift Militärwesen, Heft 2, Berlin 1990.
- (BMG) Strikte Durchsetzung des Verteidigungscharakters der Militärdoktrin stellt hohe Anforderungen an die militärökonomische Arbeit. In: Zeitschrift Militärwesen, Heft 12, Berlin 1989, S. 3–10.
- Ökonomie, Politik und Landesverteidigung unter den heutigen Bedingungen des Kampfes um Frieden und sozialen Fortschritt. In: Zeitschrift Militärwesen, Heft 9, Berlin 1988, S. 37–43.
- Mit Anderen: Zur Einheit von ökonomischer Theorie und ökonomischer Politik. In: Militärwesen, Heft 12 1987, S. 16–20.
- (BMG) Der Sinn des Soldatseins im Sozialismus und die militärökonomische Politik der Partei. In: Zeitschrift Militärwesen, Heft 9, Berlin 1987, S. 3–10.
- (BMG) Umfassende Intensivierung – Hauptweg zur Stärkung der Landesverteidigung. In: Zeitschrift Militärwesen, Heft 9, Berlin 1986, S. 12–16.
- Zu einigen ökonomischen Aspekten der Truppenführung. In: Zeitschrift Militärwesen, Heft 8, Berlin 1985, S. 70–73.
- Wirtschaftsentwicklung und Landesverteidigung im Sozialismus. In: Zeitschrift Militärwesen, Heft 12, Berlin 1984.
- Mit Anderen: Zur Theorie der Ökonomie in den sozialistischen Streitkräften. (II) In: Zeitschrift Militärwesen, Heft 10, Berlin 1983, S. 35–40.
- Zur Theorie der Ökonomie in den sozialistischen Streitkräften (I) In: Zeitschrift Militärwesen,  Heft 9, Berlin 1983, S. 33–37.
- (BMG) Mit Siegfried Börngen: Wirtschaftsstrategie der SED und Klassenauftrag der NVA. In: Zeitschrift Militärwesen, Heft 11, Berlin 1982, S. 11–16.
- Mit Anderen: Militärökonomisch Denken und Handeln. In: Zeitschrift Militärwesen, Heft 8, Berlin 1982, S. 34–39.
- Zur Theorie der ökonomischen Sicherstellung der Landesverteidigung. (II) In: Zeitschrift Militärwesen, Heft 12, Berlin 1981, S. 15–22.
- Zur Theorie der ökonomischen Sicherstellung der Landesverteidigung (I) In: Zeitschrift Militärwesen, Heft 11, Berlin 1981, S. 32–39.
- (BMG) Mit Detlef Schulze: Das ökonomische Potential – Grundlage für die militärische Stärke des Sozialismus. In: Zeitschrift Militärwesen, Heft 12, Berlin 1980, S. 37–42.
- Zum Wesen der ständigen ökonomischen Kriegsbereitschaft. In: Zeitschrift Militärwesen, (VS-Vertraulich), Heft 7, Berlin 1980.
- Mit Anderen: Die wachsende Bedeutung der Militärökonomie für die Erziehung und Ausbildung von Militärkadern. In: Zeitschrift Militärwesen, Heft 11, Berlin 1979.
- Mit Anderen: Zur Vervollkommnung der militärökonomischen Lehre an den militärischen Hochschuleinrichtungen. In: Zeitschrift Militärwesen, Heft 6, Berlin 1979.
- Ökonomie und militärische Tätigkeit. In: Zeitschrift Militärwesen, (VS-Vertraulich), Heft 2, Berlin 1979.
- Über die Militärökonomie und ihre Stellung im System ökonomischer Kenntnisse über Krieg und Streitkräfte. In: Zeitschrift Militärwesen, Heft 5, Berlin 1978,
- (BMG) Mit Anderen: Militärökonomie und militärischer Klassenauftrag. In: Zeitschrift Militärwesen, Heft 3, Berlin 1977, S. 60–68.
- Mit Anderen: Wissenschaftliche Arbeitsorganisation und ihre Anwendung in der NVA. In: Zeitschrift Militärwesen, Heft 6, Berlin 1976, S. 81–88.
- Mit Anderen: Ökonomische Konferenzen in der NVA. (II). In: Zeitschrift Militärwesen,(VS-Vertraulich), Heft 6, Berlin 1976.
- Mit Anderen: Ökonomische Konferenzen in der NVA. (I). In: Zeitschrift Militärwesen, (VS-Vertraulich), Heft 4, Berlin 1976.
- Ökonomie und militärische Tätigkeit. In: Zeitschrift Militärwesen,(VS-Vertraulich), Heft 2, Berlin 1976.
- Mit Anderen: Über den Zusammenhang von Mensch, Technik und Ökonomie in den sozialistischen Streitkräften. In: Zeitschrift Militärwesen, Heft 2, Berlin 1976, S. 56–83.
- Ökonomische und militärökonomische Gesetze in der militärischen Tätigkeit. In: Zeitschrift Militärwesen, Heft 11, Berlin 1975, S. 24–30.
- (BMG) Die Armeeangehörigen zum militärökonomischen Denken und Handeln erziehen! In: Zeitschrift Militärwesen, Heft 1, Berlin 1974, S. 15–22.
- Mit Anderen: Der Charakter der Arbeit im Sozialismus und die militärische Tätigkeit. In: Zeitschrift Militärwesen, Heft 3, Berlin 1973, S. 44–50.
- Die Armeeangehörigen zum militärökonomischen Denken und Handeln erziehen! In: Zeitschrift Militärwesen, Heft 1, Berlin 1974.
- Ökonomie in den sozialistischen Streitkräften. In: Zeitschrift Militärwesen, Heft 1, Berlin 1973.
- Mit Anderen: Die Stellung der NVA im Reproduktionsprozess. In: Zeitschrift Militärwesen, Heft 10, Berlin 1971.
- Mit Anderen: Zur ökonomischen Komponente in der militärischen Führungstätigkeit. In: Militärwesen, Heft 8, Berlin 1971.
- Über den Zusammenhang zwischen Wirtschaft und Landesverteidigung beim Aufbau des entwickelten gesellschaftlichen Systems des Sozialismus in der DDR. In: Wirtschaftswissenschaft, Heft 8, Berlin 1969, S. 1161–1175.
- Militärisches Einwirken der Wirtschaft im Krieg. In: Zeitschrift Militärwesen, Heft 10 Berlin 1968.
- Militärökonomische Aufgaben der Gegenwart zur Sicherstellung der Funktionstüchtigkeit der Wirtschaft im Krieg. In: Zeitschrift Militärwesen, (VS-Vertraulich), Heft 10, Berlin 1968.
- Zum Verhältnis von Politik, Ökonomie und Landesverteidigung in der 50jährigen Geschichte der Sowjetmacht. Militärökonomische Aufgaben der Gegenwart und die Verantwortung der Deutschen Demokratischen Republik. In: Zeitschrift Militärwesen, Heft 1, Berlin 1968.
- (BMG) Probleme der ökonomischen Sicherstellung der Landesverteidigung in der Gegenwart und ihre Widerspiegelung in der politisch ideologischen Arbeit. In: Zeitschrift Militärwesen, Heft 2, Berlin 1967, S. 173–178.
- Probleme der ökonomischen Sicherstellung der Landesverteidigung in der Gegenwart und ihre Widerspiegelung in der politisch-ideologischen Arbeit. In: Zeitschrift Militärwesen, Heft 2, Berlin 1967.
- Die ökonomische Sicherstellung der Landesverteidigung im Frieden. In: Zeitschrift Militärwesen, (VS-Vertraulich), Sonderheft 1967.
- Zu einigen Fragen der ökonomischen Sicherstellung der Landesverteidigung im Sozialismus. In: Zeitschrift Militärwesen, Heft 3, Berlin 1966.
- (BMG) Mit Anderen: Zum Zusammenhang von Ökonomie, Politik, Ideologie und Landesverteidigung. In: Zeitschrift Militärwesen, Heft 5, Berlin 1965, S. 704–711.

## Ökonomie und Landesverteidigung

### Beiträge zur ökonomischen Sicherstellung der Landesverteidigung (1966–1987)
- Wesen und Funktion der ökonomischen Sicherstellung der Landesverteidigung unter den neuen Bedingungen des Kampfes um Frieden und sozialen Fortschritt. Auseinandersetzung mit Angriffen bürgerlicher Ideologen. In: (Hrsg.) Militärakademie „Friedrich Engels“: Dresden 1987, 21 S.
- (BMG) Ökonomische Sicherstellung der Landesverteidigung und Friedenssicherung. In: Militärpolitische Informationen für den Hoch- und Fachschullehrer, Heft 5, Berlin 1987, S. 8–15.
- (BMG) Militärökonomische Politik. In: Militärpolitische Informationen für den Hoch- und Fachschullehrer, Heft 4, Berlin 1986, S. 25–28.
- (BMG) Militärökonomische Reproduktionsprozesse. In: Militärpolitische Informationen für den Hoch- und Fachschullehrer, Heft 3, Berlin 1986, S. 25–31.
- (BMG) Mit Anderen: Ökonomie und Landesverteidigung in unserer Zeit. In: Serie Politik und Landesverteidigung, Berlin 1985, 128 S.
- Ökonomische Sicherstellung der Landesverteidigung – Erfordernis zur Sicherung des Friedens. In: Militärpolitische Informationen für den Hoch- und Fachschullehrer, Heft 1, Berlin 1982.
- (BMG) Ökonomische Sicherstellung der Landesverteidigung – ihre Merkmale in der gegenwärtigen Entwicklungsetappe. In: (Hrsg.) Politische Hauptverwaltung der NVA: Militärpolitische Information, Heft 3, Berlin 1981, S. 25–33.
- Zur Theorie der ökonomischen Sicherstellung der Landesverteidigung. (Hrsg.) Militärakademie „Friedrich Engels“: Studienmaterial der Militärakademie „Friedrich Engels“, Dresden 1981, 105 S.
- Zur Stellung der ökonomischen Sicherstellung der Landesverteidigung in der Wirtschafts- und Militärpolitik der sozialistischen Staaten. In: (Hrsg.) Militärakademie „Friedrich Engels“: Zur Rolle der Militärökonomie bei der Erziehung und Ausbildung von Militärkadern. Beiträge zur wissenschaftlichen Beratung des Lehrstuhls Politische Ökonomie und Militärökonomie am 29. März 1979. Schriften der Militärakademie „Friedrich Engels“, Heft 170, Dresden 1979, S. 50–56.
- Zur Entstehung und Entwicklung der wirtschaftlichen Mobilmachung. In: (Hrsg.) Ministerium für Nationale Verteidigung der DDR, VD HVP, Nr. 115, Berlin 1972.
- Mit Anderen: Zum militärischen Einwirken auf die Wirtschaft im Krieg. In: Jahrbuch für Wirtschaftsgeschichte, Verlag der Wissenschaften, Band II, Berlin 1969, S. 53–81.
- Zum Verhältnis von Politik, Ökonomie und Landesverteidigung in der 50jährigen Geschichte der Sowjetmacht. Militärökonomische Aufgaben der Gegenwart und die Verantwortung der Deutschen Demokratischen Republik. Die Große Sozialistische Oktoberrevolution und die unverbrüchliche Waffenbrüderschaft zwischen der Nationalen Volksarmee und der Sowjetarmee. Protokoll der wissenschaftlichen Konferenz an der Militärakademie „Friedrich Engels“ der Nationalen Volksarmee der Deutschen Demokratischen Republik, Dresden 1967, S. 29–39.
- (BMG) Mit Anderen: Die ökonomische Sicherstellung der Landesverteidigung – eine grundlegende Aufgabe beim Schutz des sozialistischen Vaterlandes. In: Probleme der Militärökonomie, Deutscher Militärverlag, Berlin 1967, S. 71–93.
- Mit Anderen: Der Zusammenhang von Ökonomie und Militärwesen. Die neuen Anforderungen des Militärwesens an die Wirtschaft in der Gegenwart. In: Probleme der Militärökonomie, Deutscher Militärverlag, Berlin 1967, S. 19–44.
- Ökonomische Grundprobleme der Landesverteidigung beim umfassenden Aufbau des Sozialismus in der DDR. In: (Hrsg.) Politische Hauptverwaltung der NVA: Lektionen und Vorträge, Heft 61, Berlin 1966.

### Beiträge zur Ökonomie in den Streitkräften (1971–1987)
- Die umfassende Intensivierung – Hauptweg zur Stärkung der Landesverteidigung. Konsequenzen für die politische und militärische Führungstätigkeit. Lektorenmaterial. (Hrsg.) Politische Hauptverwaltung der NVA, Berlin 1987, 16 S.
- (DNB) (BMG) Intensivierung der militärischen Tätigkeit – warum und wie? Militärökonomische Konsequenzen aus dem Sinn des Soldatseins im Sozialismus. In: (Hrsg.) Politische Hauptverwaltung der NVA: Reihe Militärpolitik Aktuell, Berlin 198, 48 S.
- Ökonomie in den sozialistischen Streitkräften – wichtiger Bestandteil der allgemeinen Theorie der marxistisch-leninistischen Militärökonomie. In: Vervollkommnung der Lehre der Militärökonomie. Material einer wissenschaftlichen Konferenz, Warschau 21.–23. November 1978, Militärpolitische Akademie „F. Dziershinski“, Wirtschaftswissenschaftliche Fakultät, Warschau 1979, S. 265–345.
- Die Nutzung sowjetischer militärökonomischer Erfahrungen und Erkenntnisse für die Erziehung der Angehörigen der NVA zum ökonomischen Denken und Handeln. In: (Hrsg.) Militärakademie „Friedrich Engels“: Schriften der Militärakademie „Friedrich Engels“, Heft 110, Dresden 1973, S. 67–80.
- Mit Anderen: Zur Durchsetzung des Gesetzes der Ökonomie der Zeit in der militärischen Tätigkeit. (Hrsg.) Militärakademie „Friedrich Engels“: Dresden 1972, 98 S.
- Mit Anderen: Zur Ökonomie in den sozialistischen Streitkräften. (Hrsg.) Militärakademie „Friedrich Engels“: Dresden 1971, 41 S.

### Pressebeiträge zur Ökonomie in den Streitkräften (1975–1990)
- Gedanken zu sicherheitsökonomischen Aspekten der Rüstungskonversion in der DDR. In: Zeitschrift Militärtechnik, Heft 5, Berlin 1990.
- Wer neuen Kredit möchte, muß alte Rechnungen bezahlen. In: Militärwochenblatt Volksarmee, Nr. 52, Berlin 1989.
- Intensivierung im Umgang mit der Militärtechnik und militärische Friedenssicherung, In: Zeitschrift Militärtechnik, Heft 3, Berlin 1988, S. 116–118.
- Intensivierung der militärischen Tätigkeit – warum und wie?  (Hrsg.) Militärverlag der DDR: Serie Militärpolitik aktuell, Berlin 1987, 48 S.
- Militärökonomische Effektivität. In: Militärpolitische Informationen für den Hoch- und Fachschullehrer, Heft 5, Berlin 1986, S. 22–27.
- Militärökonomische Aspekte der Beziehung Mensch – Technik. Diskussionsbeitrag auf einer wissenschaftlichen Beratung der Sektion Gesellschaftswissenschaften der Militärakademie „Friedrich Engels“. In: Zeitschrift Militärtechnik, Heft 5, Berlin 1985, S. 228–229.
- Ökonomische Sicherstellung der Landesverteidigung – was umfasst sie? In: Militärwochenblatt Volksarmee, Nr. 46, Berlin 1983.
- Mit Anderen: Schöpferisches Mitdenken prägt die Haltung der Kampfkollektive. in: Militärwochenblatt Volksarmee, Nr. 30, Berlin 1983.
- Das geht jeden an. Ein guter Soldat ist heute nur, wer gleichermaßen ein guter Ökonom ist. In: Radar, Heft 5, Berlin 1983.
- Vom politischen Denken zum militärökonomischen Handeln. In: Militärwochenblatt Volksarmee, Nr. 44, Berlin 1982.
- Soldatsein – ein weites Feld für Ökonomie. In: Militärwochenblatt Volksarmee, Nr. 33, Berlin 1982.
- Was wir schützen wollen wir bestmöglich nutzen. In: Militärwochenblatt Volksarmee, Nr. 30, Berlin 1982.
- Die ökonomische Arbeit in der Truppe verbessern! In: Zeitschrift Militärtechnik, Heft 1, Berlin 1975, S. 24–30.

## Militärökonomische Probleme in der NATO (1963–1984)
- Mit Anderen: Der Wirtschaftskrieg als Mittel aggressiver Politik. Studienmaterial. (Hrsg.) Militärakademie „Friedrich Engels“, Militärpolitische Hochschule „Wilhelm Pieck“, Dresden/Berlin 1984, 124 S.
- Ökonomische Führungsprinzipien beim weiteren Ausbau der Aggressionskraft der Bundeswehr. In: Zeitschrift Militärwesen, Heft 9, Berlin 1976.
- Über die Rolle ökonomischer Führungsprinzipien beim weiteren Ausbau der Aggressionskraft der Bundeswehr. (Hrsg.) Militärakademie „Friedrich Engels“, Dresden 1972, 61 S.
- Mit Anderen: Erdöl und Nahostkonflikt. In: Zeitschrift Militärwesen, Heft 3, Berlin 1968.
- Zur Entwicklung und Funktion der westdeutschen Kriegswirtschaftsliteratur. In: Zeitschrift für Militärgeschichte, Heft 1, Berlin 1967, S. 56–65.
- Kurzrezension zu: W. Schall: Führungstechnik und Führungskunst in Armee und Wirtschaft. In:  Zeitschrift für Militärgeschichte, Heft 1, Berlin 1967.
- Platz und Rolle der Logistik im System der ökonomischen Kriegsvorbereitung des westdeutschen Imperialismus. In: (Hrsg.) Deutscher Militärverlag: Probleme der Militärökonomie, Berlin 1967, S. 149–175.
- Zum imperialistischen Logistikbegriff. In: Zeitschrift Militärwesen, Heft 5, Berlin 1966.
- Einige ökonomische Aspekte der militärischen Führungstätigkeit in der Bundeswehr. In: Zeitschrift für Militärgeschichte, Heft 4, Berlin 1966, S. 428–437.
- Zur Rolle des Bundesamtes für Wehrtechnik und Beschaffung. In: Zeitschrift Militärwesen, Heft 4, Berlin 1965.
- Zu den Hintergründen des Bonner Strebens nach Integration der Logistik in der NATO. In: Deutsche Außenpolitik, Heft 3, Berlin 1965, S. 279–288.
- Die Zu- und Abführung von Waffen, Munition und technischer Ausrüstung – das Kernproblem der westdeutschen Logistik. In: (Hrsg.) Politische Hauptverwaltung der NVA: Anleitung zur gesellschaftswissenschaftlichen Ausbildung, Heft 1, Berlin 1965.
- Die Ausstattung der Bundeswehr mit Waffen, Munition, technischer Ausrüstung, Betriebsstoffen u. ä. aus der kapitalistischen Wirtschaft – das Hauptanliegen der Logistik in Westdeutschland. Dissertation A, Militärakademie „Friedrich Engels“, Dresden 1965, 249 S.
- Das Bonner Zukunftspanzer-Geschäft mit den USA. In: Zeitschrift Militärtechnik, Heft 8, Berlin 1964, S. 317.
- Zum Beitrag: Die westdeutsche Bundesbahn im Dienste der Kriegsvorbereitung. In: Deutsche Außenpolitik, Heft 2, Berlin 1964, S. 150–153.
- Mit Anderen: Rezension zu Rüstungswirtschaft in Westdeutschland. In: Zeitschrift Militärwesen, Heft 5, Berlin 1963.

## Heimatkundliche Arbeiten über das obere Vogtland

### Heimatkundliche Bücher (2007–2021)
- (DNB) Notizen über meine Zeit und mein Leben. Vogtländischer Arbeiterjunge, Militärökonom, Heimatkundler. Band 4, Militärischer Hochschullehrer zwischen Stabilität, Stagnation und Niedergang der DDR (1961 bis 1989), Eigenverlag, Dresden 2021, 478 S.
- (DNB) (SLUB) (SÄBI) Notizen über meine Zeit und mein Leben. Vogtländischer Arbeiterjunge, Militärökonom, Heimatkundler. Band 3, Jugendjahre in einer Zeit des Aufbruchs (1948 bis 1961), Eigenverlag, Dresden 2020, 371 S.
- (DNB) (SLUB) (SÄBI) Notizen über meine Zeit und mein Leben. Vogtländischer Arbeiterjunge, Militärökonom, Heimatkundler. Band 2, Kindheit in den finsteren Kriegs- und Nachkriegsjahren (1938/39 bis 1948), Eigenverlag, Dresden 2020, 263 S.
- (DNB) (SLUB) (SÄBI) Notizen über meine Zeit und mein Leben. Vogtländischer Arbeiterjunge, Militärökonom, Heimatkundler. Band 1: Frühe Kinderjahre in Bad Elster und Sohl (1934 bis 1938/39), Eigenverlag, Dresden 2019, 275 S.
- (DNB) (SLUB) (SÄBI) Erinnerungen an meine Kinderjahre. Bad Elster, Sohl, Schwarzenbrunn. Eigenverlag, Dresden 2018, 166 S.
- (DNB) (SLUB) (SÄBI) Sohler Dorfgeschichten. Innenansichten einer vogtländischen Arbeiterwohngemeinde, Band II, Eigenverlag, Dresden 2017, 234 S.
- (DNB) (SLUB) (SÄBI) Sohler Dorfgeschichten. Innenansichten einer vogtländischen Arbeiterwohngemeinde. Band I, Eigenverlag, Dresden 2016, 195 S.
- (DNB) (SLUB) (SÄBI) Mit Anderen: Die Lazarettstadt Bad Elster. Kriegsvorbereitung. Krieg und Kriegsende. Eigenverlag, Dresden 2014, 251 S.
- (DNB) (SLUB) (SÄBI) Sohl. Ein vogtländisches Dorf. Beiträge zur Ortsgeschichte. Band III. Eigenverlag, Dresden 2013, 268 S.
- (DNB) (SLUB) (SÄBI) Sohl. Ein vogtländisches Dorf. Beiträge zur Ortsgeschichte. Band II. Eigenverlag, Dresden 2012, 231 S.
- (DNB) (SLUB) (SÄBI) Sohl. Ein vogtländisches Dorf. Beiträge zur Ortsgeschichte. Band I. Eigenverlag, Dresden 2011, 294 S.
- (DNB) (SLUB) (SÄBI) Schwarzenbrunn. Teil 2. Erinnerungen, Geschichtliches, Zeugnisse. Eigenverlag, Dresden 2010, 173 S.
- (DNB) (SLUB) (SÄBI) Schwarzenbrunn. Teil 1. Eindrücke, Erinnerungen, Geschichten. 2., durchgesehene und ergänzte Auflage, Eigenverlag, Dresden 2010, 141 S.
- (DNB) (SLUB) (SÄBI) Schwarzenbrunn. Eindrücke, Erinnerungen, Geschichten. Eigenverlag, Dresden 2009, 141 S.
- (DNB) (SLUB) (SÄBI) Mit Anderen: Unsere Reuth – mehr als ein Ortsteil von Bad Elster. Eigenverlag, Dresden 2007, 114 S.

### Heimatkundliche Beiträge in Zeitschriften (2013–2020)
- Adorfer prägt mit seiner Kunst die Heimat. Vor 125 Jahren kam der Bildhauer Ernst Curt Lenk zur Welt. Spuren seines Schaffens finden sich an vielen Orten im Vogtland. In: Zeitung Freie Presse, Oberes Vogtland, 19. Februar 2020. S. 13.
- Mit Anderen: Vor 125 Jahren wurde der Adorfer Bildhauer E. C. Lenk geboren. In: Zeitung Adorfer Stadtbote, Nr. 1, Adorf 2020, S. 3–5.
- (SÄBI) Sohl – vom Teil einer Gutsherrschaft zur politisch selbständigen Gemeinde. Ein spätes Rodungsdorf im oberen Vogtland. In: Mitteilungen des Vereins für vogtländische Geschichte, Volks- und Landeskunde, 25. Jahresschrift, Plauen 2019, S. 47–63.
- (SLUB) (SÄBI) Schalllöcher für Markneukirchner Musikinstrumente vom Adorfer Holzbildhauer E. C. Lenk oder 2. Auch der Adorfer Bildhauer E. C. Lenk fertigte Schalllöcher für Markneukirchner Musikinstrumente. In: (Hrsg.) Heimatverein Markneukirchen e. V.: Neikirnger Heimatbote, Heft 2, Markneukirchen 2019, S. 94–102.
- (SLUB) (SÄBI) Schwarzenbrunn – auch für viele Neikirnger eine Terra incognita. In: (Hrsg.) Heimatverein Markneukirchen e. V.: Neikirnger Heimatbote, Heft 1, Markneukirchen 2017, S. 80–86.
- (SLUB) (SÄBI) Zum Bau der Sohler Bahnhaltestelle 1948 – Legende und Wirklichkeit. In: Das Vogtland-Jahrbuch 2016, S. 298–306.
- (SLUB) (SÄBI) Als das Wasser endlich aus der Leitung kam. In: Historikus Vogtland, Heft 2, Plauen 2016, S. 18–21.
- (SLUB) (SÄBI) Sprudel aus Sohl. In: Historikus Vogtland, Heft 5, Plauen 2015, S. 11–14.
- (SLUB) (SÄBI) Wie die Sohler nach 1945 mit ihren Flüchtlingen umgingen. In: (Hrsg.) Kulturbund Landesverband Sachsen e. V.: Vogtländische Heimatblätter, Heft 4, Plauen 2015, S. 6–10.
- Wie wir in Bad Elster/Sohl die ersten Nachkriegswochen erlebten. Teil II. In: (Hrsg.) Kulturbund Landesverband Sachsen e. V.:Vogtländische Heimatblätter, Heft 2, Dresden 2015, S. 24–31.
- (SLUB) (SÄBI) Weiß auf Weiß. In: Historikus Vogtland, Heft 4, Plauen 2015, S. 12–16.
- (SLUB) (SÄBI) Auch die Neikirnger haben eine Aktie am Sohler Haltestellenbau 1948. In: (Hrsg.) Heimatverein Markneukirchen e. V.: Neikirnger Heimatbote, Heft 1, Markneukirchen 2015, S. 71–75.
- Das Kriegsende in Schwarzenbrunn. In: (Hrsg.) Heimatverein Markneukirchen e. V.: Neikirnger Heimatbote, Heft 1, Markneukirchen 2015, S. 23–28.
- (SLUB) (SÄBI) Rote Kreuze auf den Dächern. In: Historikus Vogtland, Heft 2, Plauen 2015, S. 4–6.
- (SLUB) (SÄBI) Mit dem Ende der Weißstickerei verschwand ein Stück Dorfkultur. In: Historikus Vogtland, Heft 10, Plauen 2015, S. 4–6.
- (SLUB) (SÄBI) Wie wir in Bad Elster/Sohl die ersten Nachkriegswochen erlebten. Teil I. In: (Hrsg.) Kulturbund Landesverband Sachsen e. V.: Vogtländische Heimatblätter, Heft 1, Dresden 2015, S. 37–42.
- (SLUB) (SÄBI) Wie wir in Bad Elster/Sohl die letzten Kriegstage erlebten. In: (Hrsg.) Kulturbund Landesverband Sachsen e. V.: Vogtländische Heimatblätter, Heft 2, Dresden 2014, S. 19–25.
- (SLUB) (SÄBI) Auch die Sohler Schulgeschichte kam nicht ohne einen Karzer aus. In: (Hrsg.) Kulturbund Landesverband Sachsen e. V.: Vogtländische Heimatblätter, Heft 4, Dresden 2013, S. 12–17.

### Bearbeitete Künstlernachlässe (2018)
- Mit Anderen: Schaffenszeugnisse des Adorfer Bildhauers C. E. Lenk. Zusammenstellung für das Historische Archiv des Vogtlandkreises, Adorf/Dresden 2018, 68 S.